# Єврейський легіон
Єврейський легіон (англ. Jewish Legion, івр. הגדודים העבריים) — військовий підрозділ у британській армії часів Першої світової війни, що складався з єврейських добровольців.

## Загін погоничів мулів
На початку Першої світової війни в Александрії (Єгипет) скупчились до 12 000 єврейських біженців. Більшість із них складали вихідці з Російської імперії, депортовані з Палестини турками до Єгипту за відмову прийняти турецьке громадянство.
У грудні 1914 року один з лідерів сіоністського руху в Росії, Володимир Жаботинський, запропонував ветерану Порт-Артура, депортованому з Палестини Йосипу Трумпельдору та іншим ідею про створення «Єврейського легіону» — полку для участі у завоюванні Палестини англійцями. Зрештою, на зборах біженців, було прийнято рішення звернутись до британського військового керівництва у Єгипті з пропозицією про створення єврейського полку. Під тим рішенням свої підписи поставили близько ста осіб.
Невдовзі делегацію Жаботинського і Трумпельдора прийняв командувач британських сил у Єгипті генерал Джон Максвелл. На пропозицію про створення «Єврейського легіону» для боротьби з турками у Палестині, Максвелл відповів, що палестинський напрямок поки є неактуальним. Окрім того, посилаючись на заборону призивати іноземців до британської армії, він запропонував сформувати з молодих добровольців загін для транспортування на мулах та відрядити його на якийсь інший турецький фронт.
Таким чином було створено «Сіонський корпус погоничів», а в березні 1915 року 650 єврейських добровольців почали підготовку у його складі. Командиром загону був призначений підполковник Джон Генрі Паттерсон, ірландський протестант, Трумпельдор став його заступником. Жаботинський відмовився вступити до лав загону, вважаючи, що слід створювати більш значний підрозділ.

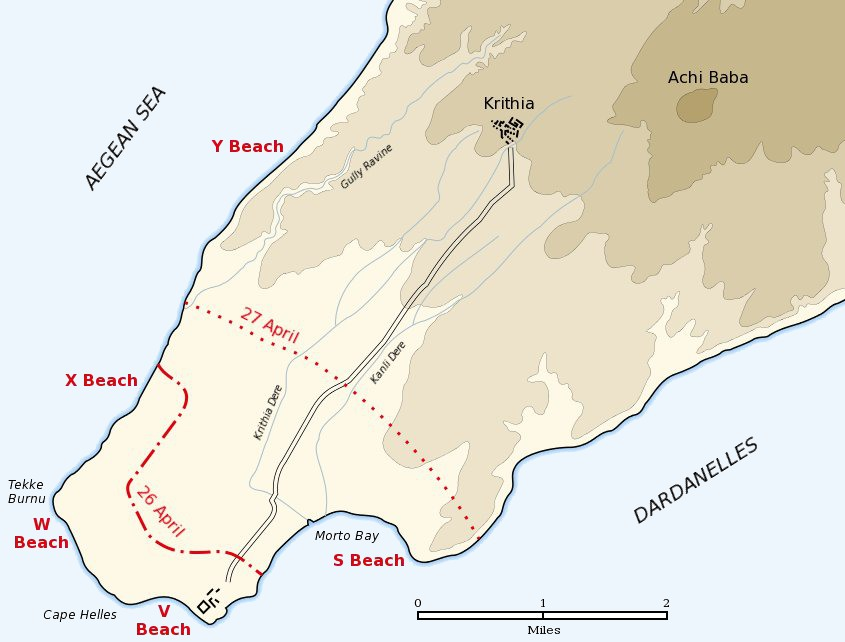
Карта висадки на мисі Хеллес

25 квітня 1915 року разом з британськими, австралійськими, новозеландськими та французькими підрозділами «Загін погоничів мулів» у складі близько 500 бійців висадився на півострові Галліполі на березі мису Геллес. Підрозділи зустріли інтенсивним кулеметним вогнем. У складних бойових умовах добровольці проявили себе з найкращого боку. Троє з них були нагороджені британськими медалями за відзнаку. Один з них, капрал Грушковський, був нагороджений за те, що під сильним обстрілом, незважаючи на паніку мулів і поранення обох рук, привіз боєприпаси на передову. Трумпельдор зазнав поранення у плече, але відмовився залишити поле бою. 14 бійців загинули, понад 60 зазнали поранень.
Після виходу англійців з Галліполі загін повернувся до Александрії, де 26 травня 1916 року був розформований, незважаючи на всі звернення Трумпельдора щодо збереження бойового підрозділу, що гарно показав себе, до початку операцій на палестинському фронті.

## Створення Єврейського легіону
Жаботинський, невдовзі після зустрічі з Максвеллом поїхав спочатку до Італії на зустріч з Петром Рутенбергом, потім — до Франції. Завдяки допомозі Рутенберга та своїм зв'язкам у журналістській та політичній галузях, йому вдалось зустрітись із політиками, зокрема, з заступником міністра колоній Італії Моска та міністром закордонних справ Франції Теофілом Делькассе. На тих зустрічах він намагався зацікавити їх ідеєю створення Єврейського легіону за умови підтримки сіоністами планів тих країн стосовно Палестини. Коли такі спроби зазнали невдачі, він переїхав до Лондона, вирішивши, що тільки Велика Британія може стати країною, де можна буде реалізувати його план. Спочатку він і там зіштовхнувся з неприйняттям ідеї створення легіону, зокрема, з боку військового міністра лорда Кітченера.
Наприкінці 1916 року до Лондона було переведено з Єгипту 120 бійців розформованого «Загону погоничів мулів». Спочатку вони увійшли до складу 21-го батальйону, а згодом стали ядром майбутнього легіону.
У червні 1916 року загинув лорд Кітченер, один з головних противників легіону у британському військовому керівництві. Війська союзників та самої Великої Британії зазнавали значних втрат. 1917 року в Росії сталась Лютнева революція, а союзники остерігались переводу німецьких військ на Західний фронт. На тому тлі британське керівництво прийняло ініціативу Жаботинського, й у липні 1917 року Паттерсон отримав наказ сформувати єврейський полк. Таким чином Жаботинський, який не мав жодного офіційного статусу, незважаючи на протидію як британського істеблішменту, так і сіоністського керівництва, підготував реальну базу для прийняття того рішення.
Хоча узгоджена у військовому відомстві назва «Єврейський полк» («The Jewish Regiment») через протидію його противників була замінена на «38-й батальйон королівських фузілерів» (Royal Fusiliers, її було присвоєно полку вже «після зайняття Зайордання».

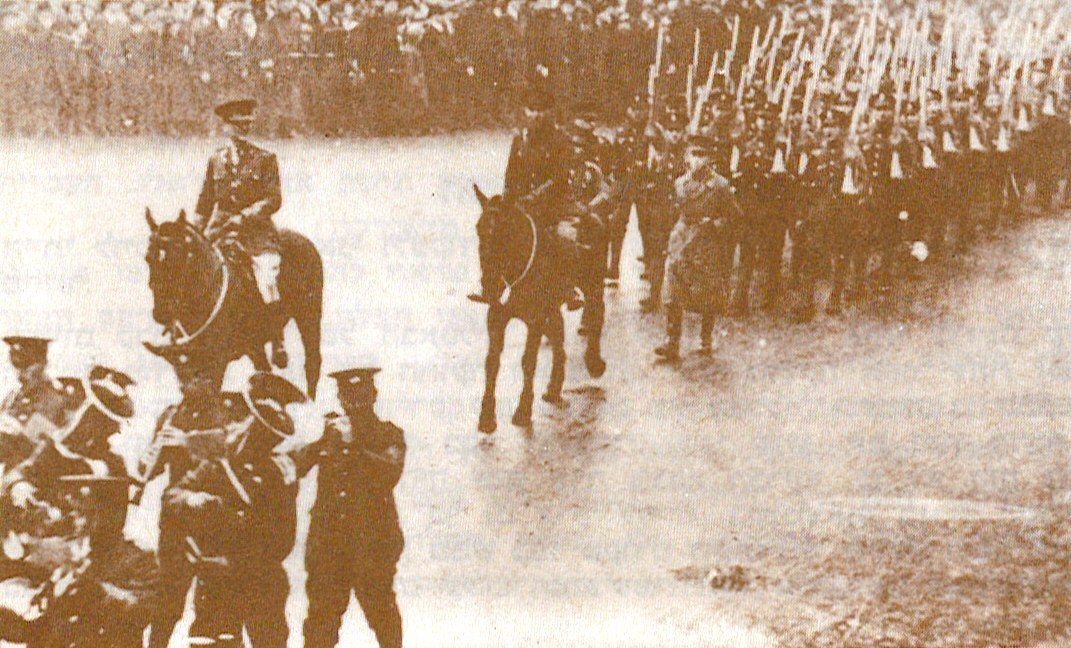
Марш єврейського батальйону вулицями Лондона, 1918

У листопаді 1917 року, за кілька місяців після прийняття рішення про створення єврейського полку, було оприлюднено Декларацію Бальфура, й сіоністське керівництво змінило своє ставлення до його створення: до батальйону навіть вступили та проводили відповідну агітацію такі політичні противники Жаботинського як Давид Бен-Гуріон та Іцхак Бен-Цві.

## Бойові дії в Палестині
38-й батальйон (під командуванням полковника Паттерсона) складався в основному з євреїв Великої Британії та російськомовних євреїв. 39-й батальйон (командир — полковник Еліезер Марголін), що складався з єврейських добровольців з США й Канади, та 40-й (євреї Палестини, командир — полковник Семюель, потім Скот) були сформовані пізніше, 1918 року. З 10 000 рекрутів тільки 5 000 потрапили до Палестини; решта, провівши кілька місяців у Плімуті під проводом полковника Міллера, були там само демобілізовані.

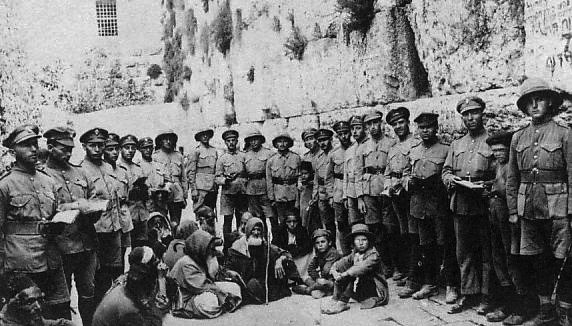
Солдати легіону біля Стіни плачу після взяття Єрусалима, 1917

38-й батальйон залишив Англію у складі 991 особи, в тому числі 31 офіцер.
У червні 1918 року 38-й батальйон та частини 39-го батальйону брали участь у військових діях у складі експедиційної армії Алленбі, в тому числі у форсуванні річки Йордан та захопленні ас-Салта за 20 миль на північ від Єрусалима, начальником гарнізону якого став Марголін. Під час операції в долині річки Йордан було вбито поранено чи взято у полон понад 20 легіонерів, 30 згодом померли від поранень.
Потім легіон перейшов під командування генерал-майора Едварда Чейтора, який командував кінною дивізією АНЗАК. В середині вересня 1918 року, окрім більш дрібних операцій, легіон також брав участь у битві при Мегіддо, що вважається однією з останніх та рішучих перемог над Османською імперією.

## Втрати

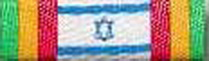
Нашивка ветеранів легіону

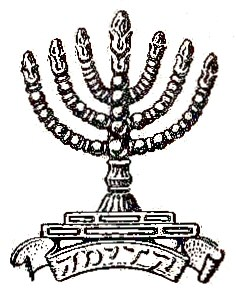
Офіцерська кокарда у вигляді менори зі словом «Кадима»

| Батальйон                    | Загиблі |
| ---------------------------- | ------- |
| 38-й                         | 43      |
| 39-й                         | 23      |
| 40-й                         | 12      |
| 42-й                         | 3       |
| 38-й/40-й                    | 9       |
| Переведені всередині легіону | 1       |

## Після закінчення війни
Майже весь склад легіону було звільнено після завершення Першої світової війни у листопаді 1918 року. Деякі з його бійців повернулись до своїх країн, інші оселились у Палестині, щоб реалізувати свої сіоністські плани. Наприкінці 1919 року легіон було скорочено до одного батальйону під назвою «Перші юдеї» («First Judeans»), офіцери якого носили кашкети з кокардою у вигляді менори з івритським словом «Кадима».

## Учасники
Серед членів Єврейського легіону були:
- Давид Бен-Гуріон,
- Іцхак Бен-Цві,
- Еліяху Голомб,
- Нахум Гутман,
- Яаков Дорі,
- Еліезер Йоффе,
- Берл Каценельсон,
- Джейкоб Епстайн,
- Леві Ешкол,
- Луїс Фішер та інші.

## Музей
1932 року 60 колишніх солдат легіону родом зі США, Канади й Аргентини заснували на північ від міста Нетанья мошав Авіхаїл, де 1961 року було відкрито Дім легіону та музей Єврейського легіону.